# Estevão Molnar
Estevão Molnar (Miskolc, 26 agosto 1915 – Cannes, 10 gennaio 1992) è stato uno schermidore brasiliano.

## Biografia
Ha partecipato ai Giochi della XIV Olimpiade di Londra nel 1948 ed ai Giochi della XV Olimpiade di Helsinki nel 1952.

## Palmarès
In carriera ha conseguito i seguenti risultati:
- Giochi Panamericani:

Buenos Aires 1951: bronzo nella sciabola individuale ed a squadre.